# Steinhäusl (Gemeinde Altlengbach)

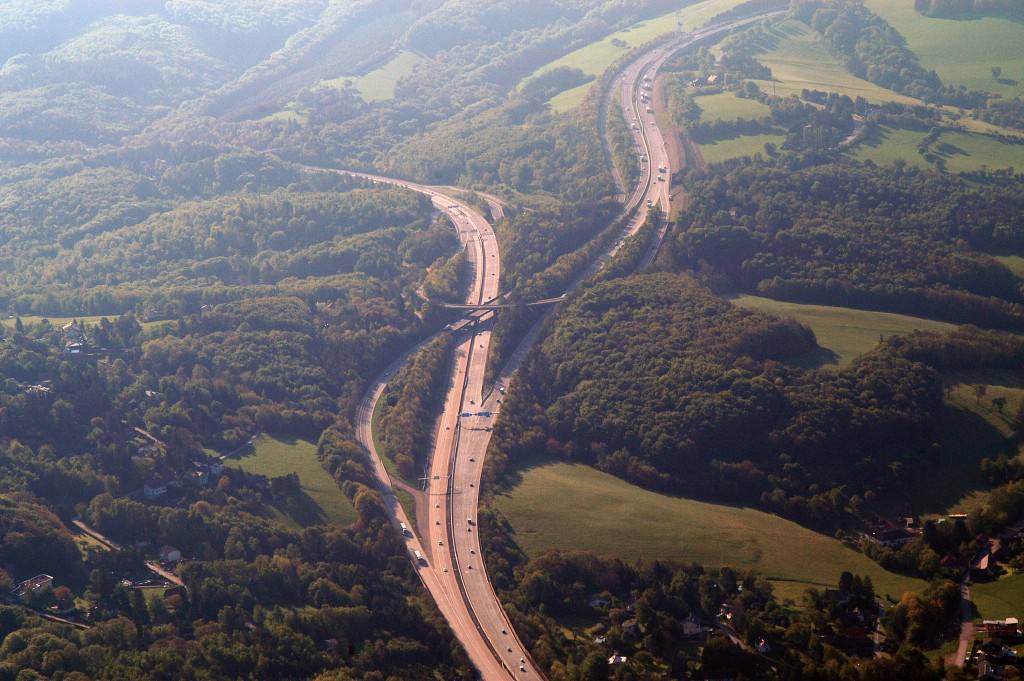
Autobahnknoten Steinhäusl

Steinhäusl ist ein Ortsteil von Altlengbach in Niederösterreich. Der Ort selbst ist mit seinen etwa 517 Einwohnern außerhalb der Umgebung kaum mehr bekannt. Viel bekannter ist der Knoten Steinhäusl, welcher die West Autobahn A 1 mit der Wiener Außenring Autobahn A 21 verbindet. Die Verkehrsfreigabe des Autobahnteilstückes nach Klausen-Leopoldsdorf erfolgte 1971.

## Geschichte
Laut Adressbuch von Österreich waren im Jahr 1938 in Steinhäusl ein Binder, ein Elektrotechniker, ein Gastwirt und einige Landwirte ansässig.